# Das Mädchen mit dem Perlenohrring (Film)
Das Mädchen mit dem Perlenohrring (Originaltitel: Girl with a Pearl Earring) ist ein Film des britischen Regisseurs Peter Webber aus dem Jahr 2003. Er basiert auf dem gleichnamigen Roman von Tracy Chevalier. Das Drama wurde in drei Kategorien für den Oscar nominiert.

## Handlung
In Delft muss sich die 17-jährige Griet, deren Vater sein Augenlicht verloren hat, aus finanzieller Not als Hausmagd bei dem berühmten Maler Jan Vermeer einstellen lassen. Sie wirkt scheu, still und schüchtern, wächst jedoch unter der Leitung der wohlwollenden Magd Tanneke in ihre neue Arbeit hinein und gewinnt darin Selbstbewusstsein. Bald zeigt sich, dass sie, obwohl sie nicht einmal lesen kann, ein gewisses Kunstverständnis und allgemeine Klugheit besitzt.
Meister Vermeer ist von Griets stiller Schönheit angetan. Er führt sie in die Welt der Malerei ein und vertraut ihr schließlich das Anmischen seiner Farben an. Obwohl andere ein sexuelles Verhältnis der beiden unterstellen, zeigt der sensible Vermeer zwar Griet seine Zuneigung, wahrt aber die Grenzen des Anstands. Sein wichtigster Mäzen Pieter van Ruijven, von dem er finanziell abhängig ist, hat allerdings einen schlechteren Charakter, ist ebenfalls in Griet verliebt und stellt ihr offen nach. Griet ihrerseits geht eine Beziehung zu Pieter ein, dem Sohn ihres Fleischers, der sie aufrichtig liebt. Pieter wundert sich allerdings darüber, dass Griet niemals ihr Haar zeigt; sie trägt stets eine weiße Stoffhaube, die das Haar vollständig verbirgt.
Als Vermeer wieder einen Auftrag benötigt, trägt ihm Ruijven auf, Griet zu porträtieren. Dies wiederum verstärkt die latenten Spannungen mit Vermeers Ehefrau Catharina und deren heimtückischer Tochter Cornelia, die Griet gemeine Streiche spielt. Catharinas Mutter hingegen erkennt, zu welchem Meisterwerk Griet den Maler inspirieren kann, und hält ihre schützende Hand über sie, solange Vermeer nur an seinen Bildern arbeitet, die die Einnahmequelle der großen Familie sind. Das Porträt wird heimlich erstellt. Als der Meister Griet bittet, die Haube abzunehmen, um ihr Gesicht vollständig sehen zu können, weigert sie sich zunächst und wickelt dann ihr volles rotbraunes Haar, das auch der Zuschauer erst jetzt zu sehen bekommt, in die farbigen Tücher ein, die auf dem Bild zu sehen sind.
Als Catharina von Cornelia erfährt, dass Griet für die Porträtsitzung auf Vermeers Wunsch einen von Catharinas kostbaren Perlenohrringen getragen hat, eskaliert die Situation zu einem Ehekrach, in dem Catharina das neue Bild fast zerstört. Griet, obwohl unschuldig, muss das Haus verlassen und kehrt zu ihren Eltern zurück. Dort wird sie später von Tanneke aufgesucht, die ihr ein versiegeltes Päckchen überreicht. Darin findet sie die Perlenohrringe.

## Hintergrund

Das Mädchen mit dem Perlenohrgehänge

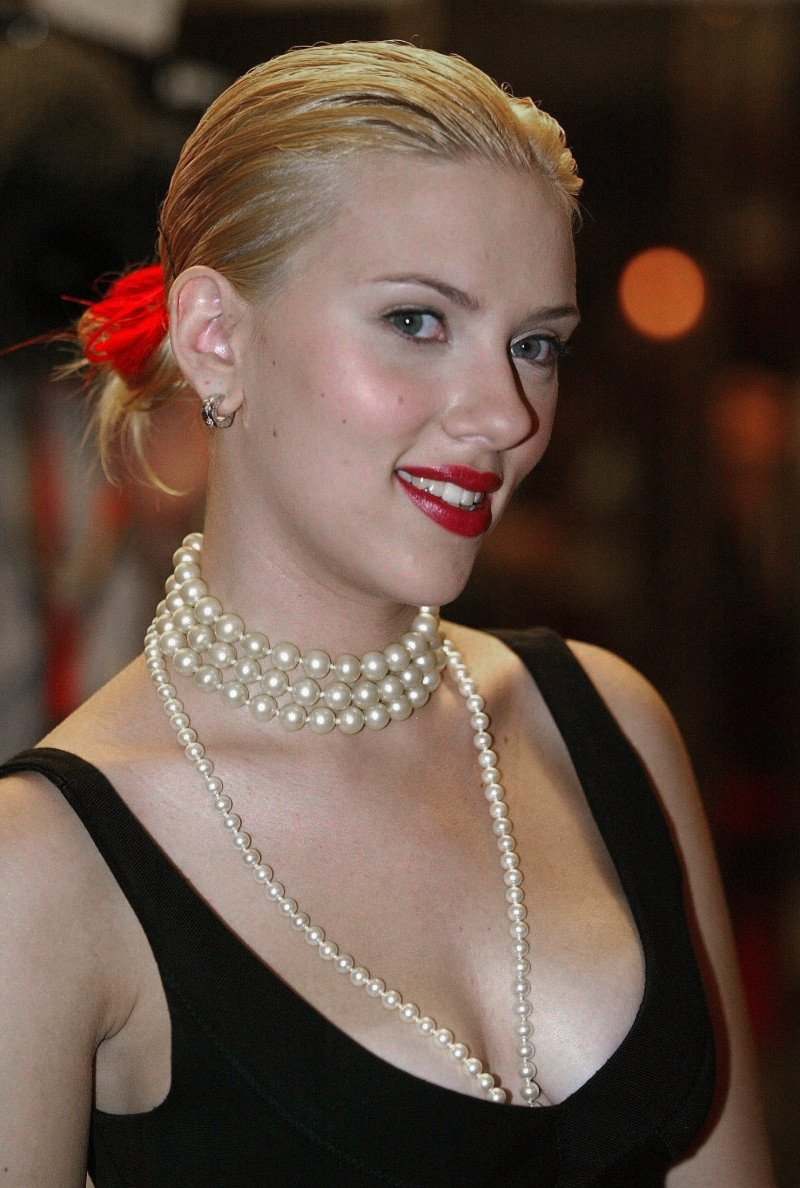
Johansson bei der Premiere im Rahmen des Toronto International Film Festival 2003

Schriftstellerin Tracy Chevalier ließ sich bei ihrem gleichnamigen Roman von dem anonymen Mädchen aus dem Gemälde Das Mädchen mit dem Perlenohrring des niederländischen Malers Jan Vermeer inspirieren.
Einige der Bilder Vermeers, die im Film gezeigt werden, sind frei erfunden, andere, wie viele der in der Wohnung van Ruivens gezeigten, waren tatsächlich in dessen Besitz. In vielen Szenen des Films findet man Objekte aus seinen Bildern wieder, wie etwa die Laute, das Cembalo, und einiges an Mobiliar des Ateliers, wie die große Landkarte der Niederlande an der Wand, den gerafften Vorhang oder die Stühle. Ebenso sind außer Griet auch andere Personen des Films nach Figuren aus Vermeers Bildern geschaffen, so die Magd oder Vermeers Frau.

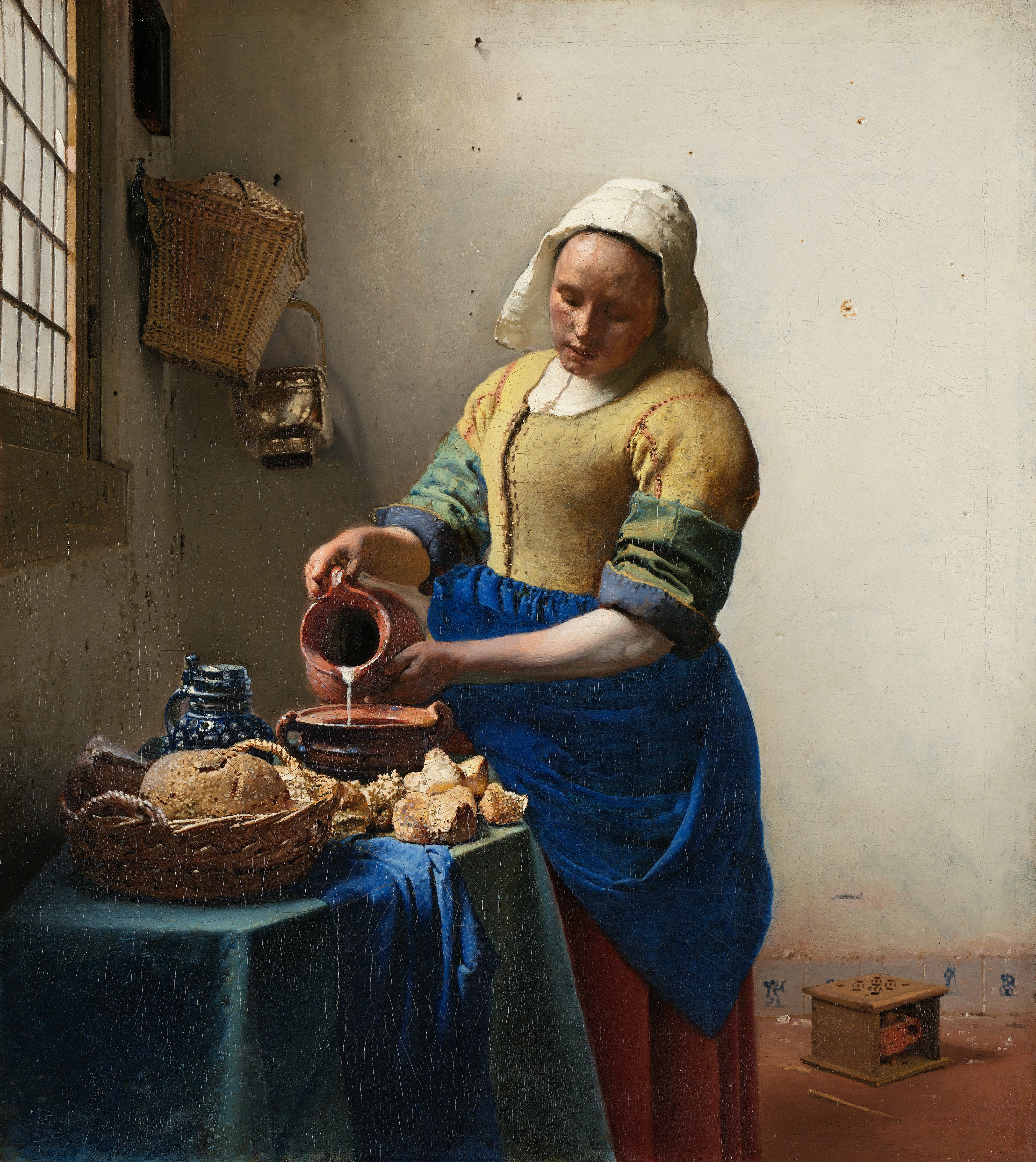
Milchmagd
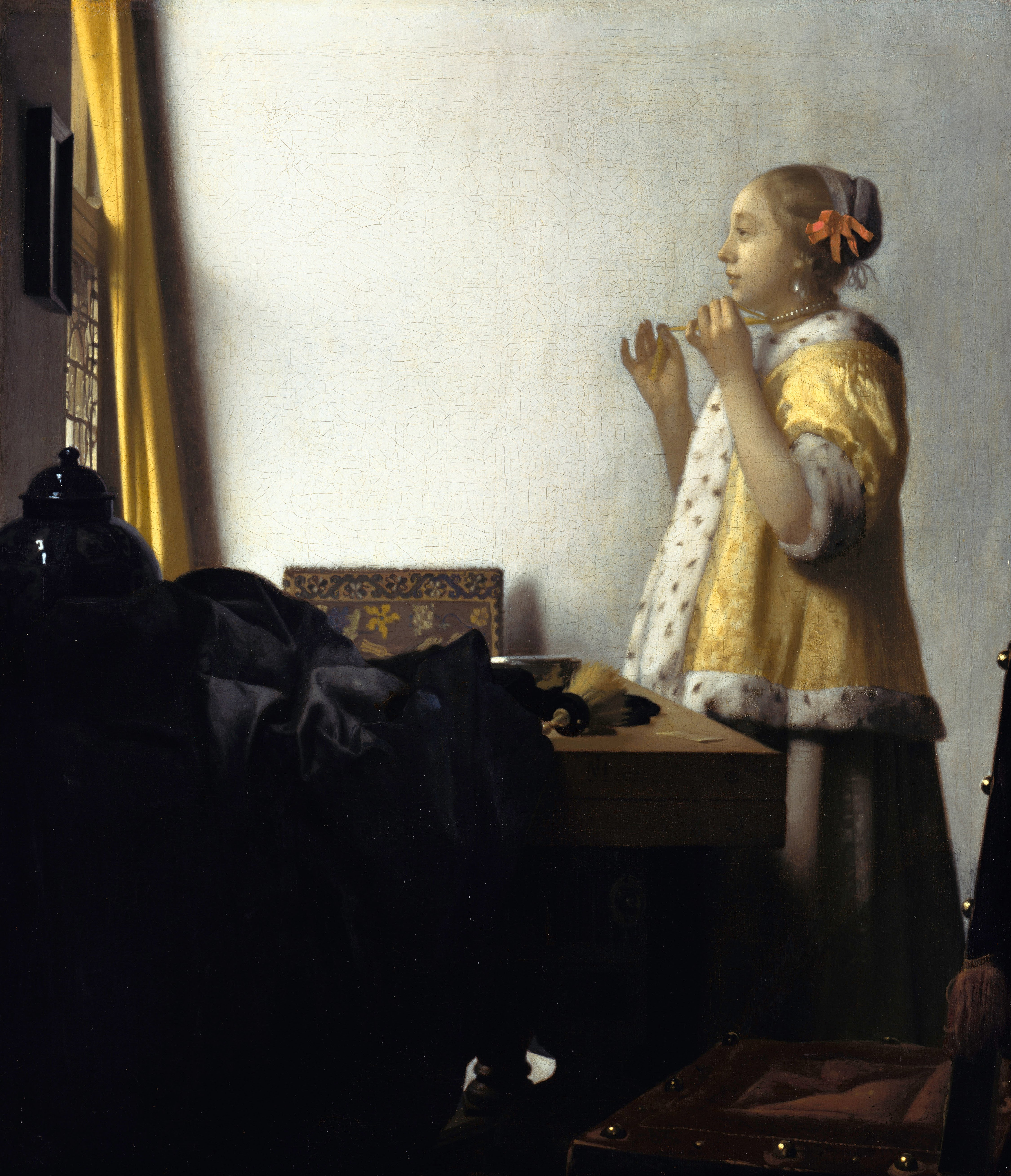
Dame mit dem Perlenhalsband
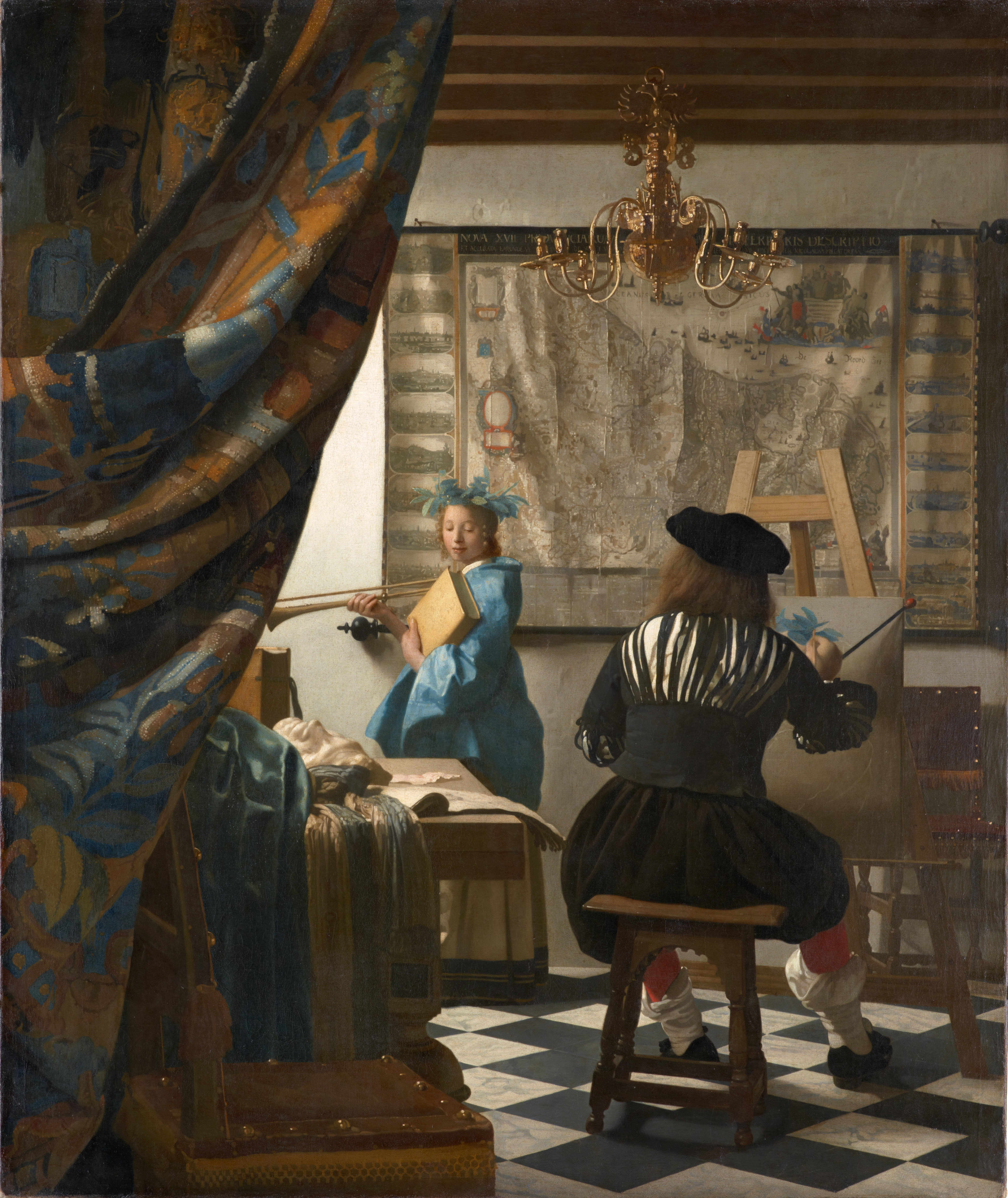
Atelier mit Vorhang, Stuhl,  Tisch, Staffelei, Landkarte

## Synchronisation
Die deutschsprachige Synchronisation des Films entstand bei der Christa Kistner Synchronproduktion GmbH, Berlin. Verfasser des Dialogbuchs und auch Dialogregisseur war Joachim Kunzendorf.
| Rolle                                    | Darsteller         | Synchronsprecher         |
| ---------------------------------------- | ------------------ | ------------------------ |
| Jan Vermeer                              | Colin Firth        | Tom Vogt                 |
| Griet, Magd im Haus Vermeer              | Scarlett Johansson | Manja Doering            |
| Pieter van Ruijven, Mäzen von Vermeer    | Tom Wilkinson      | Otto Mellies             |
| Maria Thins, Schwiegermutter von Vermeer | Judy Parfitt       | Kerstin Sanders-Dornseif |
| Pieter, Fleischer, Freund von Griet      | Cillian Murphy     | Timmo Niesner            |
| Tanneke, Erste Magd im Haus Vermeer      | Joanna Scanlan     | Astrid Bless             |

## Kritiken
„Ein Gemälde des niederländischen Malers Johannes Vermeer dient als Inspiration für die spartanische Geschichte eines jungen Hausmädchens und dessen scheue, in Andeutungen belassene Zuneigung zu dem Künstler, dem sie schließlich sogar Modell sitzt. Der ohne jegliche Zugeständnisse an Zeitgeschmack und Publikumserwartungen realisierte Film setzt den Stil der niederländischen Malerei des 17. Jahrhunderts virtuos und spannungsreich in ein modernes Medium um. Eine Hommage auf die Kunst und zugleich eine ungemein sensible Studie des niederländischen Städtchens Delft.“

„Hatte Vermeer mit seinem Modell ein Verhältnis? Der Film lässt das offen - Regisseur Peter Webber genügt es, ein Geheimnis zu beschreiben, er muss es nicht zerstören. Natürlich hat er Glück gehabt, für sein Kinodebüt Scarlett Johansson ("Lost in Translation") zu bekommen. Ursprünglich war Kate Hudson für die Rolle vorgesehen, später kam Kirsten Dunst ins Gespräch. Am Ende, als die Kamera vom Weiß des Ohrrings aufzieht und endlich das Original zeigt, sieht man, wie groß sein Glück tatsächlich war.“

## Auszeichnungen

### Preise
- 2004 gewann Eduardo Serra für die beste Kamera den Europäischen Filmpreis.
- 2005 gewann der Film den Polnischen Filmpreis in der Kategorie Bester europäischer Film

### Nominierungen
- 2004 wurde der Film für den Oscar in folgenden Kategorien nominiert: Bestes Szenenbild, beste Kamera und bestes Kostümdesign.
- 2004 gab es Nominierungen bei den Golden Globes für Alexandre Desplat für die beste Filmmusik und für Scarlett Johansson als beste Schauspielerin in einem Drama.
- 2003 gab es 4 Nominierungen für den BAFTA Award.
- 2005 wurde Peter Webber für den besten europäischen Film beim Goya nominiert.
- 2005 Nominierung für den Literaturfilmpreis.